# 今田高架橋
E13
今田高架橋（いまだ こうかきょう）は、福島県相馬市にある道路橋である。

## 概要
- 全長：784.6m[1]
  - 主径間：81.0m[1]
- 幅員：12.02m[1]
- 形式：7径間連結PCコンポT桁橋（A1～P7、P10～A2）・3径間鋼連続細幅箱桁橋（P7～P9） 計17径間[1]
- 施工：富士ピー・エス[2]・高田機工[3]・オリエンタル白石[4]
- 竣工：2018年[2]

相馬市今田字石田から字東羽黒平に至り、東北中央自動車道（国道115号相馬福島道路相馬西道路）相馬インターチェンジ～相馬山上インターチェンジ間を通す。上下対向2車線で供用されている。常磐自動車道本線と周囲の市道を渡り、起点部分では相馬インターチェンジのオンオフランプ路と接続しており、東側を向く常磐自動車道相馬インターチェンジランプ路から西側へ向け南側を反転するように大きくカーブする途上に位置する。全長は784.6mであり、福島県内の道路橋梁の中で6番目に長い。
A1橋台からP7橋脚までが今田前地区として富士ピー・エスが、P10橋脚からA2橋脚までが薮内地区としてオリエンタル白石が、P7橋脚からP10橋脚までの常磐自動車道跨道橋を含む鋼橋部は高田機工が上部工を施工した。PC橋部はトラッククレーンにより架設されている。常磐自動車道交差部となる第8径間は地上で組み立てた全長35m、重さ約215tの橋桁を国内最大級となる750t吊りのオールテレーンクレーンにて一晩のうちに一括架設された。それに伴い常磐自動車道は南相馬インターチェンジ～相馬インターチェンジが約9時間ほど通行止めの規制が行われた。

## 周辺
- 宇多川
- 八坂神社